# Громлонго (Бергамо)
Громлонго је насеље у Италији у округу Бергамо, региону Ломбардија.
Према процени из 2011. у насељу је живело 1439 становника. Насеље се налази на надморској висини од 279 м.